# 엔틀
《엔틀》(Yentl)은 영국에서 제작된 바브라 스트라이샌드 감독의 1983년 드라마, 뮤지컬, 멜로/로맨스 영화이다. 아이작 바셰비스 싱어의 동명의 단편소설을 바탕으로 제작되었다. 바브라 스트라이샌드 등이 주연으로 출연하였고 러스티 르모랜드 등이 제작에 참여하였다.

## 출연

### 주연
- 바브라 스트라이샌드
- 에이미 어빙

### 조연
- 맨디 파틴킨
- 네헤미아 퍼소프
- 스티븐 힐
- 알랜 코드너
- 루스 고링
- 데이비드 드 케이서
- 이안 시어스

## 기타
- 원작자: 이삭 바쉐비스 싱어
- 미술: 레슬리 톰킨스
- 미술: 로이 워커
- 의상: 주디 무어크로프트